# Protaetia audreyae
Protaetia audreyae är en skalbaggsart som beskrevs av Arnaud 1989. Protaetia audreyae ingår i släktet Protaetia och familjen Cetoniidae. Inga underarter finns listade i Catalogue of Life.